# Sevrey
Sevrey – miejscowość i gmina we Francji, w regionie Burgundia-Franche-Comté, w departamencie Saona i Loara.
Według danych na rok 1990 gminę zamieszkiwało 1096 osób, a gęstość zaludnienia wynosiła 130 osób/km² (wśród 2044 gmin Burgundii Sevrey plasuje się na 210. miejscu pod względem liczby ludności, natomiast pod względem powierzchni na miejscu 1020.).